# 伊江村
伊江村（日语：／ Ie son */?，琉球語：／ ）是位於琉球列島沖繩群島沖繩島本部半島西北方伊江島的村莊。伊江島中央偏東處有標高172公尺的城山。當地以農業及漁業為主。因伊江村從沖繩島本部港撘乘渡輪約30分可抵達，因此作為「當天往返的離島」受到關注。

## 地理
- 全村包括川平、東江前、東江上、西江前、西江上五個聚落，來自沖繩島的定期渡輪可到達川平週邊，也因此川平為島上的主要聚落。
- 伊江島的西北部區域有駐日美軍的基地及演習場，基地及演習場共佔了全島面積的35%。

### 轄區
| - 川平 - 西之上 | - 西之前 - 東江上 | - 東江前 |

## 歷史
- 島上南側海岸的沙丘中發現過許多新舊石器時代的遺跡，亦曾發現人骨化石，但所屬文化還不甚清楚。此外也有發現繩文時期的土器，推測可能已經與九州地區開始進行交易。
- 發現有來自中國的陶瓷器。[來源請求]
- 1896年4月1日：實施郡區制，為國頭郡轄下「伊江島」之行政區。
- 1908年4月1日：實施島嶼町村制，將原本的伊江島改為伊江村。

## 產業
- 以農漁業及旅遊業位主，從事兩種產業的人口比例大致相同。
- 農業已甘蔗、煙草、花木、肉牛為主。

## 交通
- 每日有4~8班次的定期渡輪在伊江灣港與沖繩島的本部港之間往返。1~2班高速渡輪在伊江港與那霸港之間往返。
- 與那霸機場間有小型水上飛機不定期往返。

### 道路
| - 沖繩縣道180號伊江川平線 - 沖繩縣道181號伊江島機場川平線 | - 沖繩縣道225號伊江島環状線 |

### 港口
- 伊江港

### 機場
- 伊江島機場

## 觀光景點

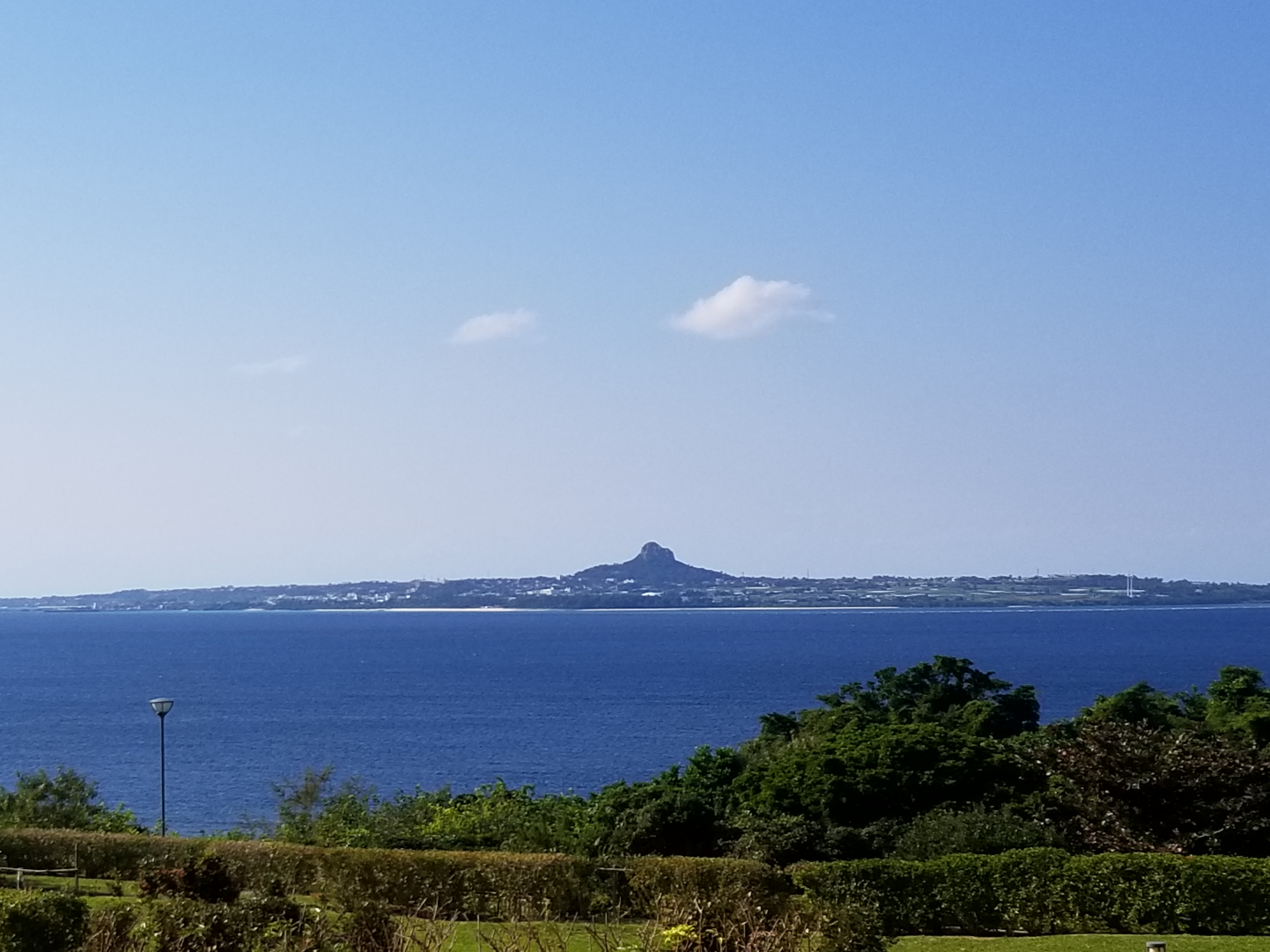
伊江島全景

- lili田賽運動場公園
- 伊江村青年旅舍

## 教育

### 中學校
- 伊江村立伊江中學校 （页面存档备份，存于）

### 小學校
| - 伊江村立伊江小學校 （页面存档备份，存于） | - 伊江村立西小學校 |

## 本地出身之名人
- 名嘉元浪村　（歌人、本名：名嘉元精一）
- 江島寂潮　（歌人、本名：名嘉元貫一）
- 小林寂鳥　（歌人、本名：島袋俊一）

## 外部連結
- 伊江島地形圖 （页面存档备份，存于）
- （日語） 官方网站
- （日語） 維客旅行上的伊江村